# محله هوایی هرناندو ویلیج
محله هوایی هرناندو ویلیج (به انگلیسی: Hernando Village Airpark) یک فرودگاه بهره‌برداری هوایی است که یک باند فرود چمن دارد و طول باند آن ۱۰۱۸ متر است. این فرودگاه در کشور ایالات متحده آمریکا قرار دارد و در ارتفاع ۷۳٫۸ متری از سطح دریا واقع شده‌است.